# Fédération congolaise de football
Ne doit pas être confondu avec FECOFA.
La Fédération congolaise de football (FECOFOOT) est une association regroupant les clubs de football de la République du Congo et organisant les compétitions nationales et les matchs internationaux de la sélection du Congo.
La Fédération nationale du Congo est fondée en 1962. Elle est affiliée à la FIFA depuis 1962 et est membre de la CAF depuis 1966.

## Histoire
Fondée en 1962, la Fédération Congolaise de football a été dirigée par treize présidents dont certains, comme Sylvestre Mbongo et Thomas Gilbert Manckoundia, ont eu plusieurs mandats. Elle a connu plusieurs crises qui ont conduit le Ministère des Sports à intervenir et à mettre en place des commissions ad hoc,.
Joseph Gabio a pensé présenter sous forme d’essai le panorama historique du football congolais depuis ses origines jusqu’à nos jours, soit sur un siècle déjà parcouru. Il s’agit de Jacques Ndingahat, ancien président de la ligue de Brazzaville de 1950 à 1955 qui a eu la charge d’organiser des compétitions à l’échelle nationale, et surtout du célèbre Papa Odin, vice-président du football de l’Afrique-Équatoriale française qui a joué un rôle important dans l’organisation du football congolais.

## Organisation
La FECOFOOT est une association exclusivement privée de type associatif, fondée en 1962 à Brazzaville, dotée de la personnalité juridique. La FECOFOOT est membre de la FIFA, de la CAF et de l’UNIFFAC.
La FECOFOOT a pour but :
- De promouvoir, améliorer et développer le football en République du Congo en tenant compte de son impact universel, éducatif, culturel et humanitaire et ce en mettant en œuvre des programmes de jeunesse et de développement ;
- D’organiser les compétitions de football association sous toutes ses formes au niveau national, en définissant au besoin de façon précise les compétences concédées aux différentes ligues qui la composent ;
- D’accueillir des compétitions de niveau international ou autres ;
- De contrôler le football sur le territoire national sous toutes ses formes ;
- D’adopter toutes les mesures qui s’avèrent nécessaires ou recommandables afin de prévenir la violation des statuts, règlements, et décisions de la Fédération Internationale de Football Association (FIFA), de la Confédération Africaine de Football (CAF), de l’Union des Fédérations de Football d’Afrique Centrale (UNIFFAC), ainsi que des lois du jeu et du développement du football ;
- D’empêcher toutes les méthodes et pratiques de nature à mettre en danger l’intégrité du jeu ou des compétitions ou donner lieu à des abus dans le football et de prévenir toutes manipulations de matchs ;
- D’entretenir des relations avec la Fédération Internationale de Football association (FIFA, la Confédération Africaine de Football (CAF), les Unions zonales et autres Associations Nationales de Football ;
- De promouvoir des relations amicales entre les Fédérations sportives nationales, les clubs, les officiels et les joueurs ;
- De promouvoir le Football, sans aucune discrimination contre une ligue donnée, un individu ou un groupe de personnes pour des raisons ethniques, de sexe, de région, de politique ou pour toutes autres raisons ;
- D’inciter les ligues départementales et les autorités publiques à ne ménager aucun effort afin d’assurer l’avenir social et professionnel des footballeurs ;
- De lutter contre le dopage et prendre des mesures contre l’usage de substances interdites dans le but de préserver la santé des footballeurs ;
- D’adhérer aux principes fondamentaux du mouvement olympique et s’engager à :
- Promouvoir la paix, la solidarité et l’unité des peuples ;
- Investir tout soutien financier ou autre de la part du Gouvernement dans la poursuite unique des buts de la FECOFOOT ;
- D’assurer la formation et la promotion des acteurs et animateurs de football (joueurs, entraîneurs, arbitres, dirigeants des associations sportives, de gestion de la Fédération) ;
- De soutenir la lutte contre les fléaux qui ravagent le pays et l’humanité ;
- De respecter les Statuts, les règlements, les directives et les décisions de la FIFA, de la CAF, de l’UNIFFAC et de la FECOFOOT ainsi que les Lois du Jeu afin d’en prévenir toute violation et d’assurer que ces derniers sont également respectés par ses membres ;
- De sauvegarder les intérêts communs de ses membres ;
- De fixer des règles et des dispositions et de veiller à les faire respecter.
Sa durée est illimitée.
Son siège est à Brazzaville au n°02 rue de la libération de Paris, Centre-Ville.

### Assemblée générale
L’Assemblée générale comprend 49 délégués.
Sauf dispositions contraires des statuts, les décisions se prennent à la majorité (plus de 50 %) des suffrages valablement exprimés. Les décisions relatives au changement de siège de la FECOFOOT, à la modification des statuts, à la modification de l’ordre du jour de l’Assemblée Générale Ordinaire, à la révocation d’un membre d’un organe, à l’octroi de la distinction de président ou de membre d’honneur, à l’exclusion d’un membre de la FECOFOOT ou à la dissolution de la FECOFOOT se prennent à la majorité des deux tiers des voix valablement exprimées des membres de l’Assemblée Générale.
Le Comité Exécutif et le Secrétaire Général participent à l’Assemblée Générale en qualité d’observateurs et les Présidents et les membres d’honneur avec voix consultative. Pendant la durée de leur mandat, les membres du Comité Exécutif ne peuvent être désignés comme délégués de leur association.	

### Comité exécutif
Le Comité Exécutif compte quinze membres.
Le Comité Exécutif est responsable de toutes les questions relevant de sa compétence pour l’intérêt du football et de la FECOFOOT. Il a pour tâches de :
- Trancher tout cas ne relevant pas du domaine de compétence de l’Assemblée Générale ou qui n’est pas réservé à d’autres organes en vertu de la loi ou des présents Statuts ;
- Préparer et convoquer les Assemblées Générales Ordinaires de la FECOFOOT ;
- Nommer les Présidents, les Vice-présidents, les Vice-Présidents et les membres des organes juridictionnels ;
- Proposer à l’Assemblée Générale, les membres de la Commission Électorale et de la Commission de Recours des élections ;
- Décider à tout moment, en cas de besoin, de créer de nouvelles commissions ad hoc ;
- Établir les règlements spécifiques des commissions ad hoc et des commissions permanentes ;
- Nommer ou révoquer le Secrétaire Général sur proposition du Président. Le Secrétaire Général assiste d’office aux séances de chaque commission ;
- Proposer l’organe de révision indépendant à l’Assemblée Générale ;
- Déterminer les sites et dates des compétitions de la FECOFOOT ainsi que le nombre d’équipes participantes ;
- Engager les entraîneurs des équipes représentatives et les autres cadres techniques ;
- Approuver le Règlement d’Organisation Interne de la FECOFOOT ;
- S’assurer que les Statuts sont appliqués et adopter les dispositions exécutives requises pour leur application ;
- Pouvoir révoquer provisoirement une personne ou un organe et suspendre un membre de la FECOFOOT jusqu’à l’Assemblée Générale ;
- Établir un règlement d’organisation interne en ce qui concerne la délégation de signature et les intérims.
- Déléguer des tâches qui relèvent de sa compétence et avoir recours à d’autres organes ou attribuer des mandats à des tiers.

### Le président
Le Président représente légalement la FECOFOOT. Il est notamment responsable :
- De la mise en œuvre des décisions de l’Assemblée Générale et du Comité Exécutif par le Secrétariat Général ;

- Du contrôle du fonctionnement efficace des organes de la FECOFOOT, afin que celle-ci puisse atteindre les buts fixés par les présents Statuts ;

- Du contrôle des travaux du Secrétariat Général ;

- Des relations entre la FECOFOOT et ses membres, la FIFA, la CAF et l’UNIFFAC, les instances politiques et les autres organisations ;

Le Président est seul habilité à proposer la nomination ou la révocation du Secrétaire Général. Il préside toutes les séances de l’Assemblée Générale, du Comité Exécutif, du Comité d’Urgence et des Commissions dont il a été nommé président.

### Les commissions permanentes
Les commissions permanentes de la FECOFOOT sont :
- Commissions des Finances ;
- Commission d’Audit Interne ;
- Commission Technique et de Développement ;
- Commission des Arbitres ;
- Commission des Questions Juridiques ;
- Commission Médecine Sportive ;
- Commission du Statut du Joueur ;
- Commission Fair-Play et Responsabilité sociale ;
- Commission du football féminin ;
- Commission du football des jeunes ;
- Commission Médias, Marketing et Télévision.
Les Présidents des Commissions Permanentes doivent être membres du Comité Exécutif, à l’exception du Président de la Commission d’Audit Interne qui ne peut l’être en aucun cas. Les membres des commissions permanentes sont désignés par le Comité Exécutif sur proposition du Président de la FECOFOOT.

## Liste des présidents
- Joseph Moutsila (1962-1964)
- Gilbert Thomas Manckoundia (1964-1968)
- Raoul Okoumou (1968-1970) (commission ad hoc)
- Calixte Bobozé (1970-1971) (commission ad hoc)
- Gilbert Thomas Manckoundia (1971-1974)
- Abraham Ekondi Akala (1974-1975) (commission ad hoc)
- Bernard Mambéké-Boucher (1974-1975) (commission ad'hoc)
- Désiré William Dibas (1978) (commission ad hoc)
- Sylvestre Mbongo (1979-1980) (commission ad hoc)
- Sylvestre Mbongo (1980-1987)
- Manou Mahoungou (1987-1990)
- Marcel Gnaly Gomès (1990-1991)
- Sylvestre Mbongo (1991-1992) (commission ad'hoc)
- Sylvestre Mbongo (1992-2006)
- Antoine Ibovi (2006-2010)
- Thomas Bakala (Mai-Novembre 2010) (comité intérimaire)
- Jean Michel Mbono (depuis Novembre 2010)
- Jean Guy Blaise Mayolas (Novembre 2018 à 2024)
- Wilfried Bruno Monka (Décembre 2024 à nos jours)  (commission ad'hoc)

## Championnats
Les équipes classées première et deuxième du Championnat National d’Elite Direct Ligue 1 seront engagées à la Ligue des Champions de la CAF. L’équipe classée troisième du Championnat sera engagée à la Coupe de la Confédération Africaine de Football.

## Galerie d'image

Ancien logo de la Fédération
Ancien logo de la Fédération
Logo Fecofoot